# Pipera (stație de metrou)
Pipera este o stație de metrou din București. Este una din cele două stații terminus ale liniei M2. Spre deosebire de stațile Berceni, și Tudor Arghezi, aceasta este doar subterană.
În mod curent, pe timpul noptii la stația Pipera se garează maxim 4 trenuri. Pentru aceste trenuri, nu se efectuează nicio verificare a instalației ATP în cabinele de conducere cap Pipera până când trenul nu va efectua prima rebrusare (întoarcere) la stația depou.
Există planul de a se include stația de metrou Pipera în galeria comercială de la parterul unui complex de birouri și spații comerciale structurat pe două niveluri subterane, în care vor încăpea 1.100 de mașini, și 13 etaje supraterane, plus spații tehnice, cu o suprafață închiriabilă de circa 35.000 mp, ce va fi construit de compania Globalworth Real Estate, controlată de omul de afaceri grec Ioannis Papalekas.